# Observatorios del World Trade Center

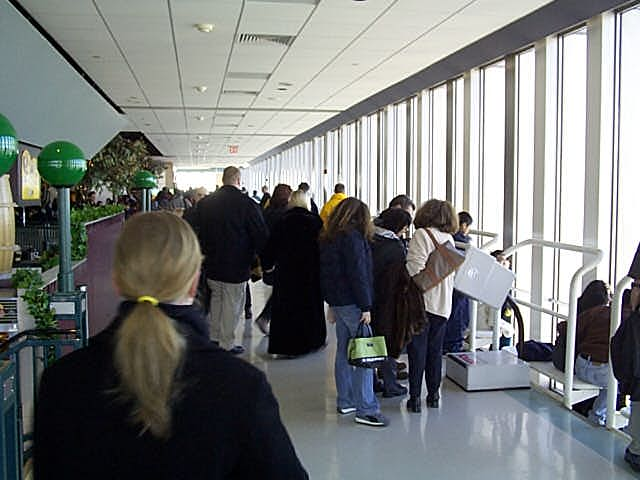
El observatorio en enero de 2001

Los Observatorios del World Trade Center (En inglés, World Trade Center Observatories) eran una atracción turística popular y una plataforma de observación en el piso 107 de la Torre Sur, en el World Trade Center, en el Bajo Manhattan en Nueva York. Fue abierto en diciembre de 1975, cuando la ciudad estaba bajo los efectos de la Crisis Fiscal, y todas las noches mostraba muchas de las atracciones de la ciudad.

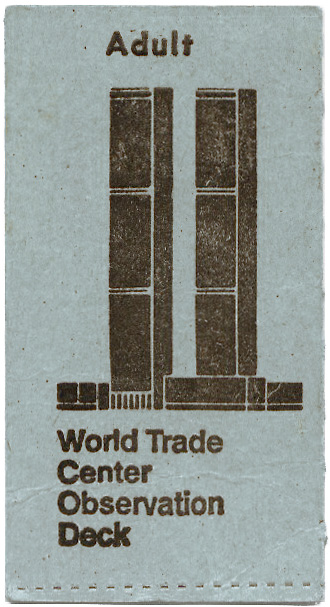
Ticket hacia el Observatorio

Fue destruido, en conjunto con todo el complejo del World Trade Center, durante los Ataques del 11-S
Los visitantes necesitaban adquirir un ticket en el Piso Mezzazine en el vestíbulo de la Torre Sur. Esto otorgaba el acceso a la plataforma exterior en el techo. En el piso 107 había una escalera mecánica que subía a la cubierta, en donde incluía asientos montados en pedestal, que tenían binoculares operados por monedas cerca de las ventanas para ver de cerca. Después del atentado de 1993, los visitantes necesitaban un pase para acceder a través de los controles de seguridad.